# Secuestro sensacional!!!
Secuestro sensacional!!! es una película de Argentina en blanco y negro dirigida por Luis Bayón Herrera según su propio guion sobre la novela de Eleonor H. Green que se estrenó el 14 de julio de 1942 y que tuvo como protagonistas a Luis Sandrini,  Elsa O'Connor, Nelly Hering, Rafael Frontaura y Osvaldo Miranda. El filme tuvo la asesoría técnica de Carlos Schlieper.

## Sinopsis
Una adolescente que escapó de su casa por los maltratos de su futura madrastra conoce en la calle a un desocupado que después es confundido con un secuestrador.

## Reparto
- Luis Sandrini …Juan Martínez
- Elsa O'Connor …Leonor
- Nelly Hering …Ana Suárez
- Rafael Frontaura …Carlos Suárez
- Osvaldo Miranda …Alberto Torres
- Marcelo Ruggero …Italiano
- Francisco Pablo Donadío …Juez
- Lucía Barause …María
- María Luisa Notar
- Alberto Adhemar …Policía
- Celia Podestá
- Pedro Martínez …Pedrín
- María Goicochea
- Jorge Villoldo …Portero
- Félix Tortorelli …Hombre en comida
- Martha Atoche …Mujer en comida

## Comentarios
Manrupe y Portela la consideran una comedia policial bastante ingeniosa con bastantes exteriores y una buena actuación de la protagonista y la crónica de El Heraldo del Cinematografista dijo:

"Mientras los pasajes risueños transcurren con buen ritmo cinematográfico...los momentos serios resultan lentos y recargados de un diálogo por instntes altisonantes"